# (10237) Adzic
(10237) Adzic (1998 SJ119) – planetoida z pasa głównego asteroid okrążająca Słońce w ciągu 3,28 lat w średniej odległości 2,21 j.a. Odkryta 26 września 1998 roku.